# 内田浩行

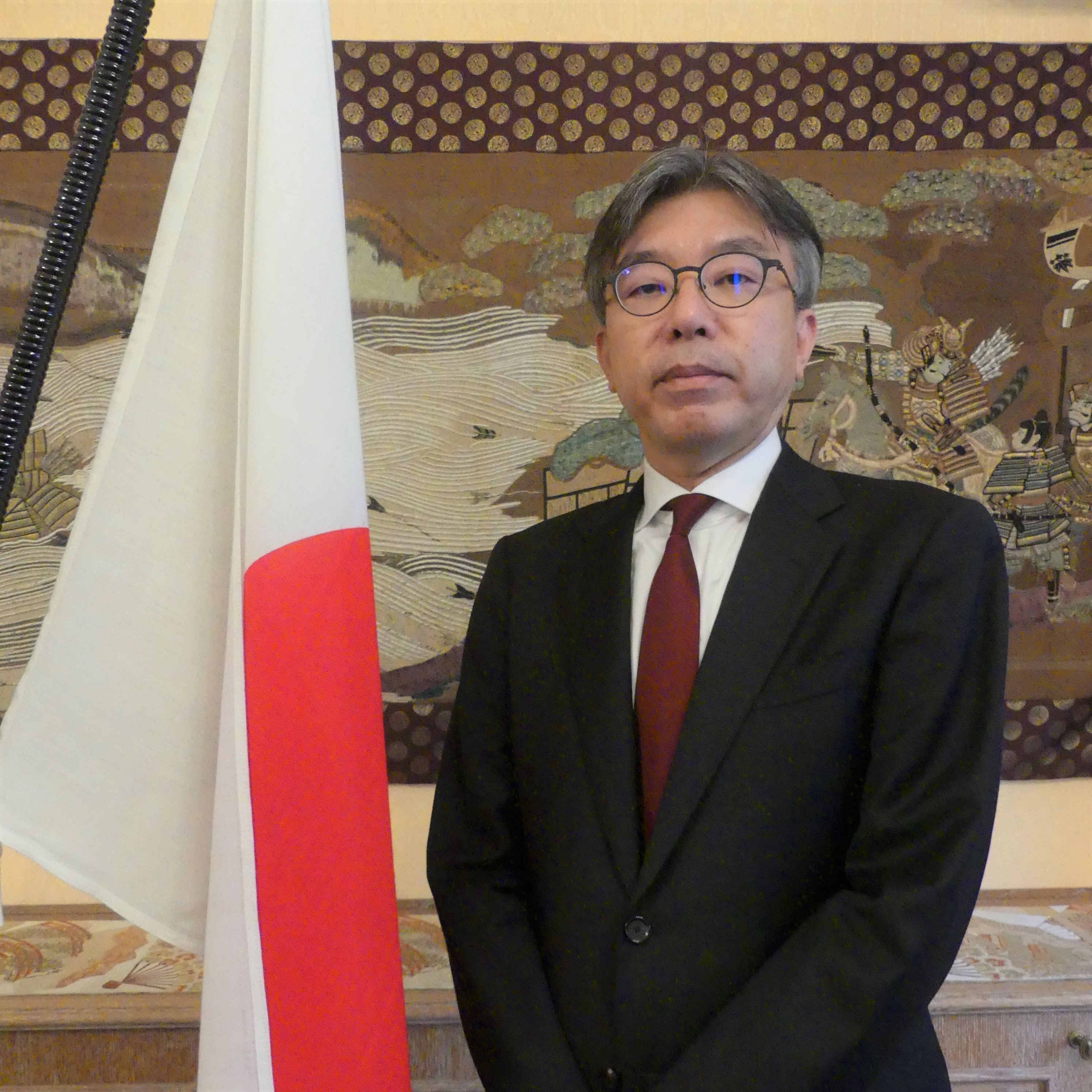
在ストラスブール日本国総領事館ウェブページより（令和6年1月）

内田 浩行（うちだ ひろゆき　1968年〈昭和43年〉7月12日 - ）は、日本の外交官。
平成3年に外務省入省後、国際連合日本政府代表部公使等を務めたのち、令和4年9月より在ストラスブール総領事。

## 人物
兵庫県出身、東京大学法学部第二類卒業（平成3年3月）。

## 略歴
- 平成3年4月　外務省入省
- 平成19年1月　欧州連合日本政府代表部 一等書記官
- 平成20年1月　欧州連合日本政府代表部 参事官
- 平成22年8月　経済局国際貿易課サービス貿易室長
- 平成24年8月　国土交通省 観光庁 参事官
- 平成26年8月　外務省 在フィリピン日本国大使館 参事官
- 平成27年11月　在フィリピン日本国大使館 参事官兼総領事
- 平成29年4月　国際連合日本政府代表部 参事官
- 平成29年7月　国際連合日本政府代表部 公使
- 令和2年7月　内閣官房 内閣サイバーセキュリティーセンター 内閣参事官
- 令和4年9月　外務省 在ストラスブール日本国総領事館総領事

## 同期
- 有馬裕（23年北米局長・22年南部アジア部長・21年大臣官房審議官（大使））
- 石月英雄（24年国際協力局長）
- 大鶴哲也（22年内閣総理大臣秘書官）
- 小川秀俊（23年コンゴ民主共和国大使）
- 北川克郎（24年欧州局長）
- 河邉賢裕（23年総合外交政策局長・22年北米局長・21年在米国大使館公使）
- 島田丈裕（24年在米国大使館公使・22年儀典長・21年大臣官房総括担当審議官兼公文書監理官）
- 髙橋良明（24年バンクーバー総領事）
- 橋場健（23年スポーツ庁審議官・21年リオデジャネイロ総領事）
- 松永健（23年トロント総領事）
- 御巫智洋（24年次席国連大使・22年国際法局長）
- 實生泰介（22年大臣官房審議官（アジア大洋州局、アジア大洋州局南部アジア部担当担当））
- 毛利忠敦（24年ウラジオストク総領事）